# Qaḑā' al Manshīyah
Qaḑā' al Manshīyah (arabiska: قضاء المنشية) är en kommun i Jordanien.   Den ligger i guvernementet Mafraq, i den norra delen av landet, 50 km norr om huvudstaden Amman.